# Neil Clabo
Neil Clabo (Miami Beach, Florida; 18 de noviembre de 1952-10 de julio de 2024) fue un jugador estadounidense de fútbol americano que jugó tres temporadas en la NFL con los Minnesota Vikings en la posición de pateador. Era tío del retirado tackle ofensivo de la NFL Tyson Clabo.

## Carrera
A nivel universitario jugó para los Tennessee Volunteers, con quien fue elegido al PFWA All-Rookie Team en 1975. También fue seleccionado al segundo equipo Pro Football Writers All-Pro en ese mismo año.
Fue seleccionado en la posición 258 de la décima ronda por los Minnesota Vikings, con quienes jugó el Super Bowl XI que perdieron ante los Miami Dolphins. En 2013 Clabo pasó a ser miembro del Greater Knoxville Sports Hall of Fame.

## Muerte
Clabo murió el 10 de julio de 2024 a los 71 años por complicaciones con la enfermedad de Alzheimer.